# Buchałów
Buchałów (prononciation : [buˈxawuf]) est un village polonais de la gmina de Świdnica dans le powiat de Zielona Góra de la voïvodie de Lubusz dans l'ouest de la Pologne.
Il se situe à environ 4 kilomètres au nord-ouest de Świdnica (siège de la gmina) et 11 kilomètres à l'ouest de Zielona Góra (siège du powiat et de la diétine régionale).
Le village comptait approximativement une population de 257 habitants en 2006.

## Histoire
Le nom allemand du village était Buchelsdorf.
Après la Seconde Guerre mondiale, avec les conséquences de la Conférence de Potsdam et la mise en œuvre de la ligne Oder-Neisse, le village est intégré à la République populaire de Pologne. La population d'origine allemande est expulsée et remplacée par des polonais.
De 1975 à 1998, le village appartenait administrativement à la voïvodie de Zielona Góra.

Depuis 1999, il appartient administrativement à la voïvodie de Lubusz.

## Galerie
|  |